# Taïchila
Taïchila is een geslacht van wantsen uit de familie van de Tingidae (Netwantsen). Het geslacht werd voor het eerst wetenschappelijk beschreven door Duarte Rodrigues in 1983.

## Soorten
Het genus is monotypisch en bevat alleen de volgende soort:
- Taïchila couturieri Rodrigues, 1983